# Danzig (wideo)
Danzig to wydawnictwo VHS amerykańskiego zespołu muzycznego Danzig zawierające teledyski z lat 1988–1989. Wydane 13 lutego 1990 roku przez wytwórnię płytową Def American. Na kasecie znalazły się cztery teledyski w wersjach nieocenzurowanych, dodatkowe ujęcia nakręcone podczas trasy koncertowej i wywiady z poszczególnymi członkami zespołu. Utwory "The Morrigu" i "Cwn Anwnn" pochodzą z solowego albumu Black Aria Glenna Danziga.

## Lista utworów
1. "The Morrigu"
2. "Am I Demon"
3. "Twist of Cain"
4. "She Rides"
5. "When Death had No Name"
6. "Mother"
7. "Cwn Anwnn"

## Twórcy
- Glenn Danzig – śpiew, instrumenty klawiszowe, reżyseria
- Eerie Von – gitara basowa
- John Christ – gitara prowadząca
- Chuck Biscuits – perkusja
- Vincent Giordano – produkcja, reżyseria, zdjęcia
- Peter Dougherty – reżyseria (materiały live)
- Dale Pierce-Johnson – reżyseria
- Ric Menelo – reżyseria

## Wydania
- Def American, 13 lutego 1990, wydanie na kasecie VHS
- American Visuals/Columbia, 17 sierpnia 1999, reedycja na kasecie VHS